# Aflenzer Staritzen

Aflenzer Staritzen(2017)

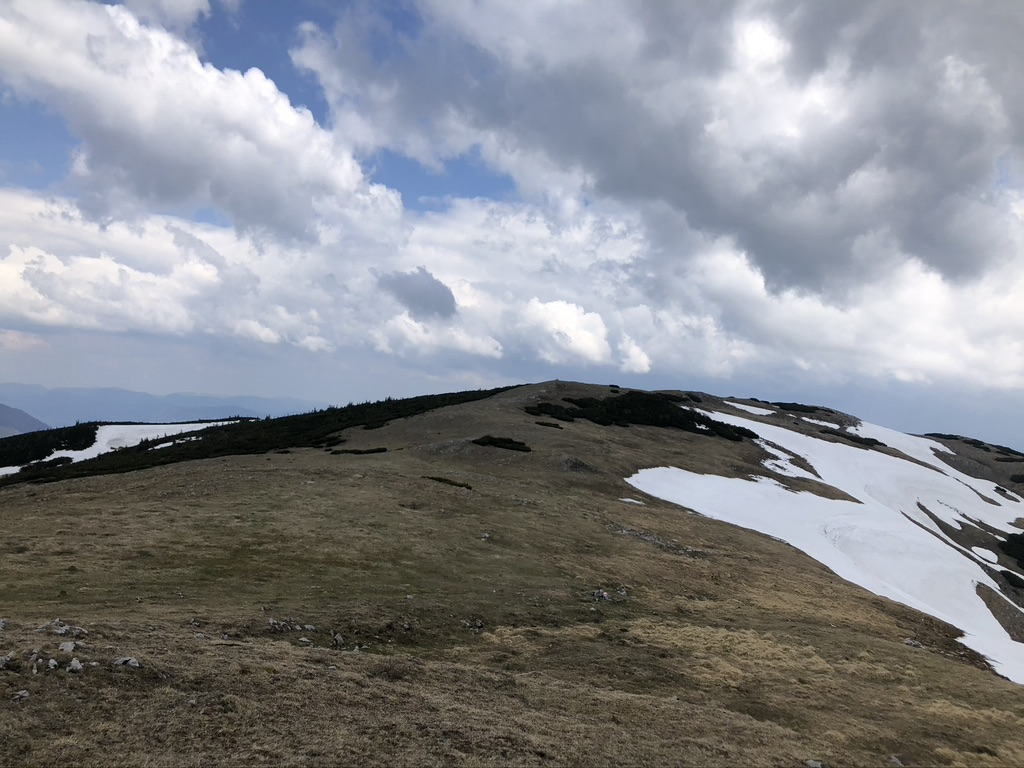
Staritzen-Ostgipfel (2023)

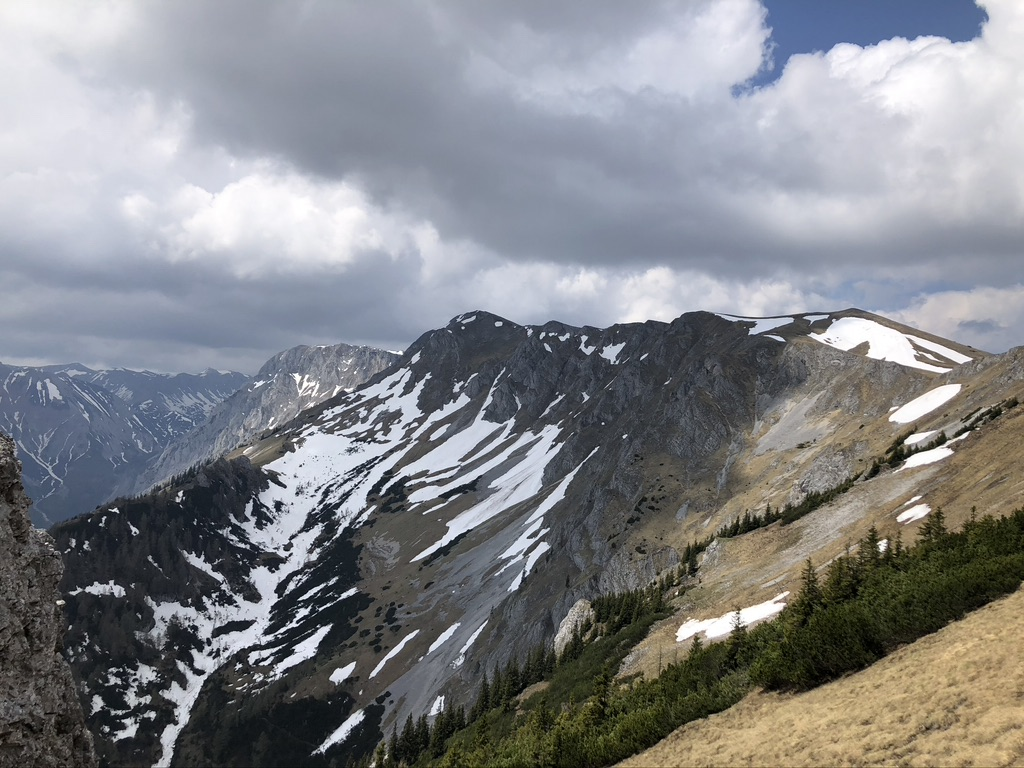
Bruchtal (2023)

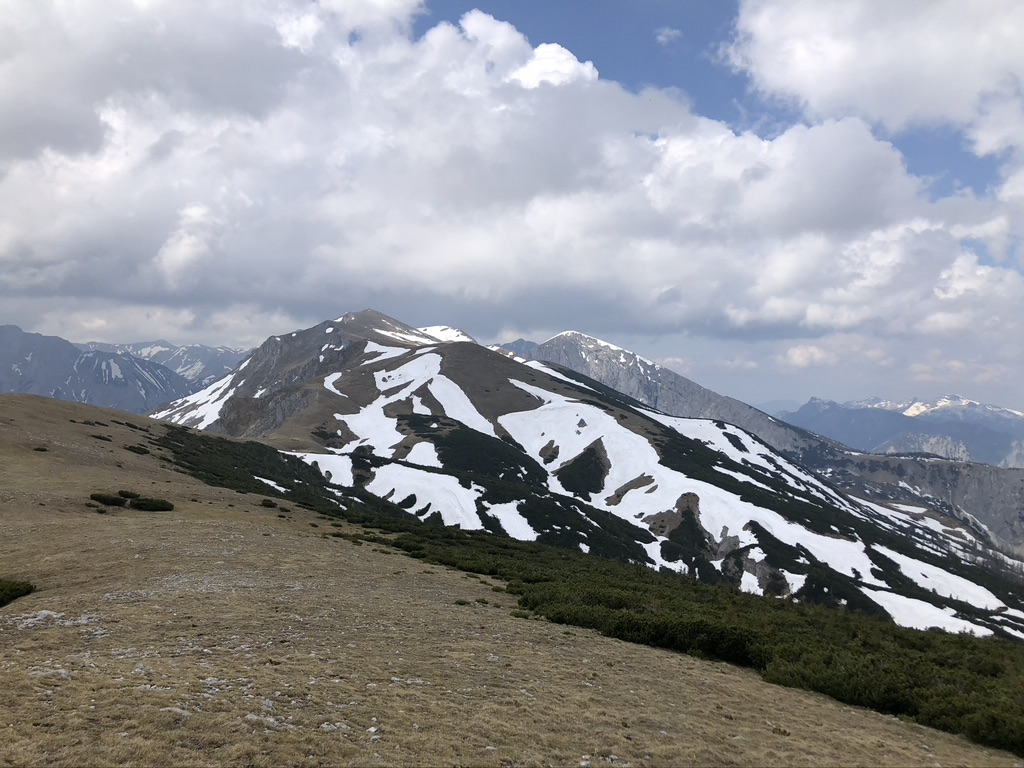
Krautgartenkogel, Mieserkogel, Hohe Weichsel (2023)

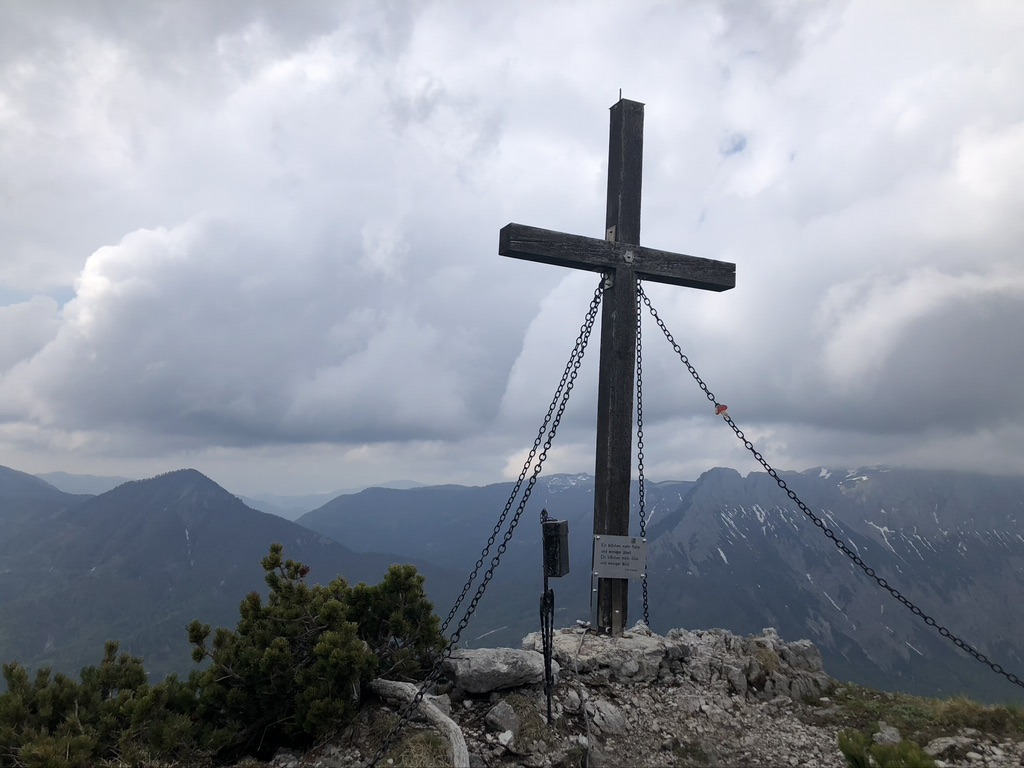
Seeleiten Gipfelkreuz (2023)

Die Aflenzer Staritzen ist der östlichste Ausläufer der Hochschwabgruppe in der Steiermark.

## Lage und Name
Seinen Namen hat das Hochplateau vom Kurort Aflenz und vom slawischen Wort starica, was „Greisin“ oder „alte Frau“ bedeutet.
Die Aflenzer Staritzen erstreckt sich von der Ringkarwand im Westen bis zum Seebergsattel im Osten. Charakteristisch sind das sanft gewellte Relief des verkarsteten Kalkplateaus und die steilen Felsabbrüche nach Norden und Süden hin. Nördlich der Aflenzer Staritzen befindet sich die Zeller Staritzen.

## Erschließung
Der bekannteste Aufstieg führt vom Seebergsattel über den Ludwig-Wagner-Steig auf die Seeleiten, via Staritzensattel an der Ringkarwand vorbei zum Hochschwabgipfel. Daneben gibt es noch den Gamssteig über das Bruchtal und den Prinzensteig über die Graualm, der nach Erzherzog Johann benannt ist. Der Habsburger hatte am Fuß der Aflenzer Staritzen im Brandhof sein Domizil. Nebenwege führen u. a. markiert zur Hochweichsel (2006 m), die Seeleiten (1734 m) oder über den Staritzen-Ostgipfel (1810 m).
Die einzigen bewirtschafteten Gebäude sind die Graualmhütte und die benachbarte Halterhütte.

## Markante Erhebungen bzw. Gipfel
- Severinkogel (2038 m)
- Hochweichsel (2006 m), auch Hohe Weichsel

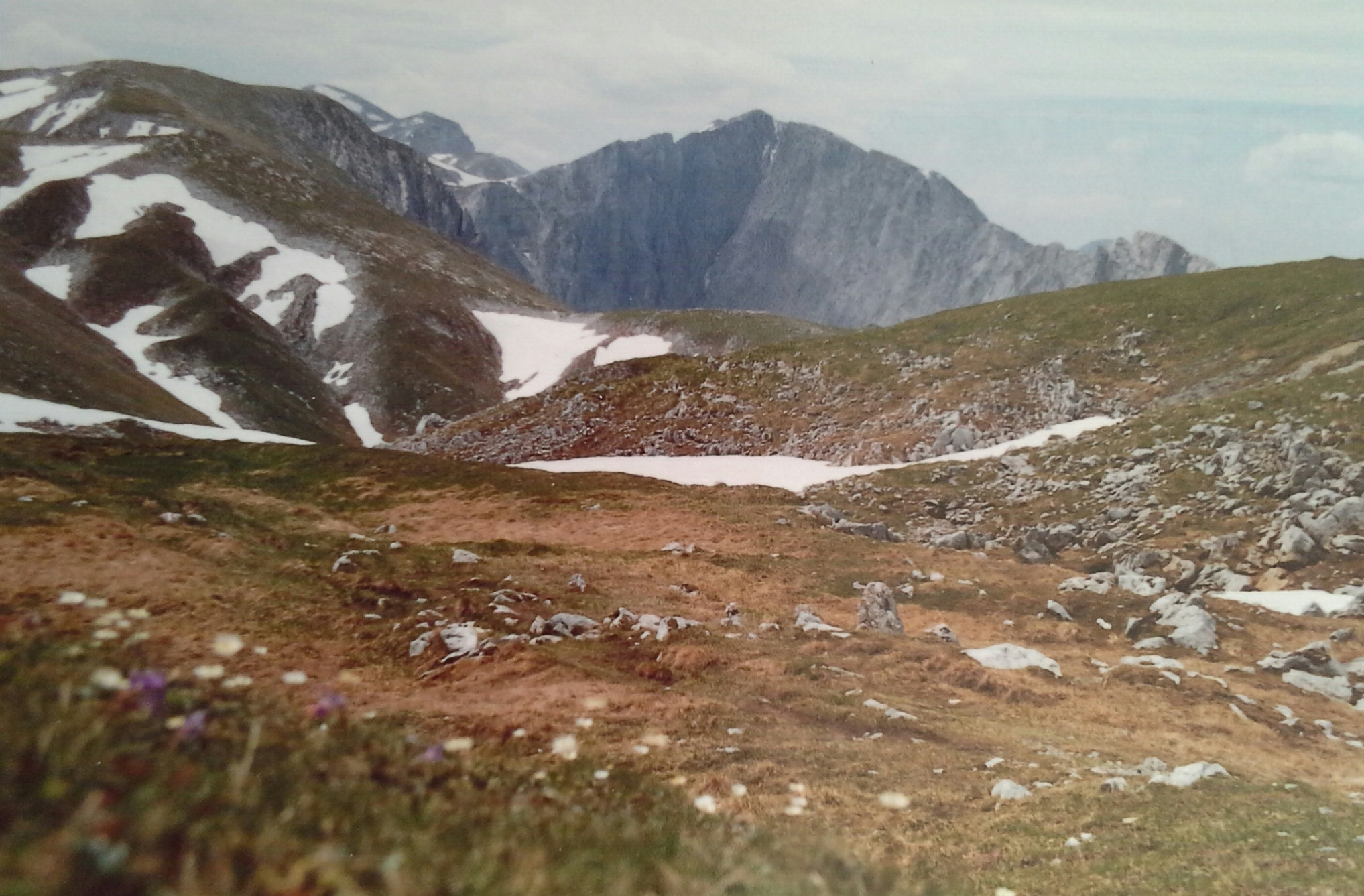
Am Steinernen Hüttl Nähe Krautkogel

- Krautgartenkogel (1988 m)
- Am Steinernen Hüttl Nähe KrautkogelMittelkuppe (1982 m)
- Mieserkogel (1855 m)
- Staritzen-Ostgipfel (1810 m)
- Seeleiten (1734 m)
- Dippelwand (1572 m)
- Seebergkögerl (1344 m)